# Loro Ciuffenna
Loro Ciuffenna es una localidad italiana de la provincia de Arezzo, región de Toscana, con 5.874 habitantes.

Ubicación de la ciudad de Loro Ciuffenna dentro de la provincia de Arezzo.

## Evolución demográfica
| Gráfica de evolución demográfica de Loro Ciuffenna entre 1861 y 2001 |
|                                                                      |
| Fuente ISTAT - elaboración gráfica de Wikipedia                      |

## Ciudades hermanadas
- Gruissan, Francia(1995)
- Tifariti, Sahara Occidental